# Cristo portacroce (Maineri)
Cristo portacroce è un dipinto a olio su tavola (50x42 cm) di Gian Francesco de' Maineri, databile al 1506-1525 circa e conservato nella Galleria degli Uffizi a Firenze.

## Storia e descrizione
Il formato del Cristo portacroce a metà figura che occupa tutto lo spazio della rappresentazione deriva da un perduto prototipo di Giorgione, oggetto di innumerevoli repliche e varianti nel Veneto e in Lombardia. Cristo, su uno sfondo scuro, si incammina con la croce sulla spalla a capo chino, con una bella descrizione dei morbidi riccioli dei capelli e delle mani, tese a reggere l'asse di legno. Accenti sono posti sugli elementi patetici, come le ferite provocate dalla corona di spine e l'espressione di dolorosa accettazione del Salvatore.
Il primo a pubblicare l'opera fu Adolfo Venturi, che lo avvicinò ad altri due analoghi per composizione e stile a Roma, nella Galleria Doria Pamphilj e nelle collezioni degli eredi di Onorato Mazzocchi. Il dipinto degli Uffizi venne regalato da Elia Volpi nel 1906, già con la corretta attribuzione al Maineri, pittore leonardesco poco conosciuto. La firma del pittore è stata poi rilevata nei caratteri pseudo-cufici che ornano la veste di Cristo.